# کارلایل (کنتاکی)
کارلایل (به انگلیسی: Carlisle) شهری در ایالت کنتاکی کشور ایالات متحده آمریکا است که جمعیت آن در سرشماری سال ۲۰۱۰ میلادی، ۲٬۰۱۰ نفر بوده‌است.